# Plethobasus cooperianus
Plethobasus cooperianus är en musselart som först beskrevs av I. Lea 1834.  Plethobasus cooperianus ingår i släktet Plethobasus och familjen målarmusslor. IUCN kategoriserar arten globalt som akut hotad. Inga underarter finns listade i Catalogue of Life.